# Gregorio Cortés
Gregorio Cortés Saldaña (* 30. Januar 1953 in Mexiko-Stadt), auch bekannt unter dem Spitznamen „Goyo“, ist ein ehemaliger mexikanischer Fußballspieler auf der Position eines Torwarts.

## Laufbahn

### Vereinsspieler
Cortés begann seine Laufbahn als Fußballprofi 1976 beim Atlético Español FC, bei dem er bis 1979 unter Vertrag stand.
Anschließend wechselte Cortés zum CF Monterrey, bei dem er bis 1985 blieb und bis 2012 – als sein Rekord von Jonathan Orozco abgelöst wurde – der Torwart der Rayados war, der das Tor über die längste Dauer (insgesamt 16.388 Spielminuten) hütete.
Wegen Problemen mit der Vereinsführung verließ er die Rayados ausgerechnet 1985 und verbrachte die Saison 1985/86, als der CF Monterrey im Torneo México 86 zum ersten Mal in der Vereinsgeschichte die mexikanische Fußballmeisterschaft gewann, bei den Coyotes Neza.
Nach nur einer Spielzeit kehrte er nach Monterrey zurück und unterschrieb beim anderen Verein der Region, den UANL Tigres.

### Nationalspieler
Seinen ersten Länderspieleinsatz bestritt Cortés am 8. Februar 1979 in Tampico gegen die Sowjetunion (1:1) und wurde später ausgewechselt, um dem schon seit Monaten in den Nationalkader berufenen Jorge García Rulfo ebenfalls seinen Debüteinsatz zu verschaffen. Ferner bestritt Cortés zwei Länderspiele im April 1980 gegen Guatemala (4:3 und 2:2) sowie einen letzten Länderspieleinsatz am 26. August 1980 gegen Australien (1:1), als er verletzungsbedingt bereits nach einer Viertelstunde den Platz verlassen musste.

### Trainer
Nach seiner aktiven Laufbahn arbeitete Cortés zunächst als Trainer im Nachwuchsbereich seines ehemaligen Vereins CF Monterrey und später zumeist als Assistenz- bzw. Torwarttrainer unter dem Chefcoach Héctor Hugo Eugui, unter dem er als aktiver Torhüter bereits in der Saison 1981/82 beim CF Monterrey gespielt hat, sowie unter Juan de Dios Castillo, mit dem er unter anderem in Honduras tätig war.